# Hurley (Dakota del Sur)
Hurley es una ciudad ubicada en el condado de Turner en el estado estadounidense de Dakota del Sur. En el Censo de 2010 tenía una población de 415 habitantes y una densidad poblacional de 260,12 personas por km².

## Geografía
Hurley se encuentra ubicada en las coordenadas 43°16′46″N 97°5′22″O / 43.27944, -97.08944. Según la Oficina del Censo de los Estados Unidos, Hurley tiene una superficie total de 1.6 km², de la cual 1.6 km² corresponden a tierra firme y (0%) 0 km² es agua.

## Demografía
Según el censo de 2010, había 415 personas residiendo en Hurley. La densidad de población era de 260,12 hab./km². De los 415 habitantes, Hurley estaba compuesto por el 97.11% blancos, el 0.24% eran afroamericanos, el 0.96% eran amerindios, el 0% eran asiáticos, el 0% eran isleños del Pacífico, el 0% eran de otras razas y el 1.69% pertenecían a dos o más razas. Del total de la población el 2.41% eran hispanos o latinos de cualquier raza.